# Лист до Обуховича
«Лист до Обуховича» — пам’ятка білоруської літератури XVII ст. Зразок білоруської патріотичної літератури. Написаний анонімним автором у 1655 р. з нагоди падіння Смоленського гарнізона 23 вересня 1654 р. перед наступальними військами Московського князівства у ході війни 1654—1667 р.
Місія «Листа до Обуховича» - засудити псевдоосвіту, моральну недосконалість людей, які навчилися гарно говорити, словами служать «Софії, яка народила філософію», але насправді позбавленій справжніх цінностей - мужності, гідності, відданості своїй батьківщині. Поняття «Батьківщина» та «Істина» є священними для автора. Його ідеал - жертовний борець за свободу Вітчизни, який завжди правдивий у словах, благородний у вчинках, стриманий у поведінці..